# Mistrzostwa Polski w Badmintonie 1976
13. Mistrzostwa Polski w badmintonie odbyły się w dniach 27-28 listopada 1976 roku w Katowicach.

## Klasyfikacja medalowa
| Konkurencja:            | Złoto:                                                                   | Srebro:                                                                | Brąz: |
| gra pojedyncza kobiet   | Elżbieta Utecht (Unia Głubczyce)                                         | Irena Karolczak (Stal FSO Warszawa)                                    | Bożena Wojtkowska (Unia Głubczyce) Anna Zyśk (Start Gdynia)                                                                           |
| gra pojedyncza mężczyzn | Zygmunt Skrzypczyński (AZS AWF Wrocław)                                  | Karol Hawel (Unia Głubczyce)                                           | Ryszard Borek (Unia Głubczyce) Wiesław Świątczak (Vigoprim Łódź)                                                                      |
| gra podwójna kobiet     | Wanda Czamańska (Gwardzista Wrocław) Irena Karolczak (Stal FSO Warszawa) | Józefa Ciurys (Unia Głubczyce) Elżbieta Utecht (Unia Głubczyce)        | Ewa Krawczyk (AZS AWF Wrocław) Bożena Wiczyńska (AZS AWF Wrocław) Maria Domańska (Hutnik Nowa Huta) Maria Muszak (Hutnik Kraków)      |
| gra podwójna mężczyzn   | Krzysztof Englander (Społem Słupsk) Janusz Labisko (Bolesław Bukowno)    | Ryszard Bernardyn (AZS AWF Wrocław) Joachim Krawczyk (AZS AWF Wrocław) | Adam Jaromin (Unia Bieruń Stary) Brunon Rduch (Unia Bieruń Stary) Karol Hawel (Unia Głubczyce) Wiesław Świątczak (Vigoprim Łódź)      |
| gra mieszana            | Lesław Markowicz (Stal FSO Warszawa) Irena Karolczak (Stal FSO Warszawa) | Karol Hawel (Unia Głubczyce) Elżbieta Utecht (Unia Głubczyce)          | Janusz Labisko (Bolesław Bukowno) Anna Zyśk (Start Gdynia) Andrzej Domagała (Gwardzista Wrocław) Wanda Czamańska (Gwardzista Wrocław) |